# Алициклические соединения
Алициклические соединения (алифатические карбоциклические соединения) — органические соединения, молекулы которых содержат насыщенные или ненасыщенные неароматические циклы, состоящие  из атомов углерода.   Алициклические соединения  вместе с ароматическими соединениями, не содержащими гетероатомов в цикле, составляют класс изоциклических или карбоциклических соединений. Алициклические соединения классифицируют по числу атомов в кольце, по числу колец, по наличию или отсутствию кратных связей. В алициклических соединениях различают изомерию циклов, изомерию боковых цепей и расположение их в циклах, стереоизомерию. Алициклические соединения — важные модели для развития конформационного анализа.  Входят в состав  нефти, эфирных масел, стеринов, стероидов, антибиотиков и других веществ природного происхождения. Применяют в качестве компонентов топлива (в том числе ракетного), инсектицидов, лекарственных средств, полупродуктов в производстве синтетических волокон.

## Классификация
Среди алициклических соединений различают:
- моноциклические 
  - насыщенные углеводороды - циклоалканы (например, циклопропан);
  - ненасыщенные углеводороды
    - циклоалкены с одной двойной связью в цикле (например, циклогексен);
    - циклоалкадиены с двумя (сопряженными или не сопряженными) двойными связями в цикле (например, циклоокта-1,3-диен и циклоокта-1,4-диен);
    - циклоалкатриены и циклополиены, с тремя и более двойными связями в цикле (например, циклоокта-1,3,5,7-тетраен с 4-мя двойными связями);
- бициклические и полициклические
  - конденсированные углеводороды  (например, декалин);
  - спирановые углеводороды (например, спиро[2.2]пентан);
  - каркасные углеводороды (например,  кубан).

## Химические свойства
По химическому поведению алициклические соединения со средними  (от 5 до 12 атомов)  изолированными циклами подобны своим ациклическим аналогам, однако для соединений этого ряда с 5- и 6-членными кольцами (циклопентан, циклогексан и их производные) наблюдается бо́льшая химическая инертность в реакциях протекающих по циклическому фрагменту, в то время как соединения с размером циклов от 7 атомов и более способны вступать в реакции дегидрирования (циклооктан, циклононан), в том числе с сужением цикла и ароматизацией, и окисления до дикарбоновых кислот в жестких условиях (циклооктан).  Наличие в структуре малых циклов, четырехчленного (циклобутаны) и особенно трехчленного (циклопропаны), а также полициклических фрагментов, приводит к появлению специфических свойств, связанных с  высокой напряженностью и особенностями электронного строения таких соединений, что проявляется в  реакциях раскрытия циклов,  влиянии малых циклов и каркасных структур (например в случае адамантана) на реакционную способность связанных с ним атомов и функциональных групп. На относительную  реакционную способность алициклов  часто оказывают влияние конформационные факторы, которые определяются ограничением конформационной подвижности молекул по мере уменьшения размера циклов или при появлении в их структуре полициклических фрагментов.